# 網紋蟒
網紋蟒（學名：Malayopython reticulatus），又稱網目錦蛇、霸王蟒，是脊索動物門爬蟲綱有鱗目蛇亞目蟒科馬來蟒屬的生物，雖然無毒，但生性凶猛，主要分布在印度、印尼、柬埔寨、新加坡、泰國、越南、菲律賓、馬來西亞、緬甸、老撾等東南亞地區。體重比森蚺輕，但網紋蟒為世上現存最長的蛇，所以和森蚺一同拿下了世界最大的蛇的名號。

## 形態
網紋蟒最長達9公尺，人工飼養平均大小約在5—6公尺，最重紀錄可達100多公斤以上，為世上最大的蛇之一，其體型能與南美洲的森蚺相抗衡。相比之下，森蚺的體型一般偏向粗大，身體較重，而網紋蟒則較為細長，身體較輕。即使體型龐大但網紋蟒可以很靈活。身上的網狀紋參雜黃斑塊，可融入落葉堆的景色。
不過近年來在東南亞的某些小島發現的個體體長最多才三公尺左右，一般俗稱為“侏儒網紋蟒”。

## 生態
野生網紋蟒性情粗暴，經人工馴化後較為溫順，是最大的蛇。網紋蟒多數在熱帶雨林與耕地等出沒，主要生存於幅員廣闊而又易於藏匿的環境，亦有網紋蟒居住於新加坡的下水道。網紋蟒在幼蛇階段時傾向棲息於樹上，隨著體型成長會遷移到地表棲身。具有夜行性，日間通常藏身於茂密的樹林或巨大樹洞中休息，且它們有極強的領域性。
網紋蟒是頂級掠食者，主要食用爬蟲類、鳥類、哺乳類的各種生物，以卵生繁殖，一次能生產10—50個蛇卵，雌性網紋蟒會以自己的身體圍攏著蛇卵，加以保護。

## 经济价值
在原產地，網紋蟒是一種高產值的經濟動物，皮可以做成高價皮革，肉可以食用，味道類似雞肉，在一些地區是頗受歡迎的美食，另外在歐美日等先進國家，網紋蟒在寵物市場是有著高人氣的物種。
由於已被列入華盛頓公約二級〈CITES II〉，野生個體的貿易量被限制，所以歐美出現了供應寵物市場需求的養殖場，由於人工養殖的個體較容易馴服，因此現在寵物市場幾乎所有的個體都是人工養殖的；在東南亞也有大量的養殖場養殖網紋蟒供應皮革市場，但由於網紋蟒從出生養到可以用來製作皮革需要三年左右的時間，因此無法完全替代野生個體的皮革，所以目前有部分的皮革仍是使用野生個體。
由於皮革市場、食用市場及寵物市場的需求再加上棲地破壞，網紋蟒數量大幅的減少，現今前本種族群雖然不至於有滅絕的危險，但數量已不再普遍，族群狀態變成了只有某些地方還很多的區域性普遍，而且大型個體越來越少，野外超過6公尺的網紋蟒相當罕見。目前本種被列入，華盛頓公約二級〈CITES II〉，野生個體的貿易量被限制。

### 引用
1. ↑  Stuart, B., Thy, N., Chan-Ard, T., Nguyen, T.Q., Grismer, L., Auliya, M., Das, I. & Wogan, G. . The IUCN Red List of Threatened Species 2018.   [2 September 2011]. 数据库資料包含說明此物種被編入無危級別的原因

## 外部連結
- CITES homepage 華盛頓公約網頁
  - 管制瀕臨絕種野生動植物國際貿易物種列表
- 日本環境省 （页面存档备份，存于）
  - 有關特定（危險）動物的飼養及保管的許可聲明
- 網紋蟒的图片 （页面存档备份，存于）